# Phyllogomphoides angularis
Phyllogomphoides angularis – gatunek ważki z rodziny gadziogłówkowatych (Gomphidae). Występuje na terenie Ameryki Południowej.